# Lynseia annae
Lynseia annae là một loài chân đều trong họ Limnoriidae. Loài này được Cookson & Poore miêu tả khoa học năm 1994.